# Ecole Normale d’Instituteurs Mali Béro
Die Ecole Normale d’Instituteurs Mali Béro (kurz: ENI Mali Béro) ist eine Lehrerbildungsanstalt in der Stadt Dosso in Niger.

## Standort
Die Ecole Normale d’Instituteurs Mali Béro befindet sich an der Nationalstraße 14 im Norden des urbanen Gemeindegebiets der Regionalhauptstadt Dosso. Sie hat eine eigene Krankenstation.

## Ausbildungsangebot
Die Anstalt weist zwei Ausbildungszweige auf: zum Lehrer und zum Hilfslehrer. Die Ausbildung dauert jeweils zwei Jahre. Während der Sommerferien wird eine Weiterbildung für Lehrer organisiert, die bereits im Schuldienst tätig sind, denen jedoch die Grundausbildung fehlt. Außerdem ist die Ecole Normale d’Instituteurs Mali Béro an Fortbildungen für zweisprachigen Unterricht beteiligt, in dem neben der Amtssprache Französisch in den Nationalsprachen Hausa, Zarma oder Fulfulde unterrichtet wird.

## Geschichte
Die Anstalt wurde 1977 unter der Bezeichnung Ecole Normale de Dosso eröffnet. Ein Gesetz vom 31. Dezember 2002 gestand ihr, die nunmehr als Ecole Normale Mali Béro firmierte, die Selbstverwaltung unter staatlicher Aufsicht zu. Ihr Namensgeber Mali Béro war ein legendärer Held, der Angehörige des Volkes der Zarma aus dem heutigen Mali ins heutige Niger geführt haben soll. Eine Verordnung definierte 2006 acht Schulen in der Nähe der Ecole Normale Mali Béro als Übungsschulen, in denen erfahrene Lehrkräfte die Lehramtsstudierenden betreuen.
Alle Ecoles Normales (Normalschulen, kurz EN) erhielten 2007 landesweit die neue Bezeichnung Ecole Normale d’Instituteurs (Lehrer-Normalschule, kurz ENI). Im Schuljahr 2009/2010 gehörten dem Lehrkörper der Ecole Normale d’Instituteurs Mali Béro 36 Personen an, darunter nur eine Frau. Die Anzahl der Schüler belief sich auf 1323 in 29 Klassen. Zum Schuldirektor wurde 2012 Assoumane Mamane ernannt. Von den bereits 2287 Schülern in diesem Jahr waren über 70 Prozent Mädchen.
Ein landesweiter Kompetenztest der Lehrer in Französisch und Mathematik erbrachte 2017 dermaßen schlechte Ergebnisse, dass der Unterrichtsminister Daouda Marthé bestimmte Diplome als Zugangsvoraussetzung zu allen Ausbildungsstätten des Typs Ecole Normale d’Instituteurs einführte. Neuer Generaldirektor der Ecole Normale d’Instituteurs Mali Béro wurde 2018 Khamisse Cherfedine.
Mit dem Ziel einer effizienten Verwaltung ohne Inkohärenzen bei der Umsetzung des Lehrplans wurde die Selbstverwaltung aller elf Lehrerbildungsanstalten des Landes 2019 aufgehoben. Sie wurden stattdessen direkt der für Aus- und Weiterbildung zuständigen ministeriellen Generaldirektion unterstellt. Unter Staatspräsident Mohamed Bazoum wurden die Zugangsbeschränkungen 2021 weiter verschärft und das Baccalauréat zur Bedingung, um an einer Ecole Normale d’Instituteurs studieren zu können.